# 닌텐도 클래식스
닌텐도 클래식스(Nintendo Classics)는 닌텐도의 닌텐도 스위치 게임기에서 닌텐도 스위치 온라인의 구독자에게 제공한 고전게임 시리즈다. 구독자는 패밀리 컴퓨터, 슈퍼 패미컴, 게임보이 및 게임보이 컬러용 비디오 게임들을 앱을 통해 플레이할 수 있다. 더 높은 가격의 '추가 팩'도 같이 구독하는 경우 추가로 닌텐도 64, 메가 드라이브 및 게임보이 어드밴스 게임도 플레이 가능하다. 게임 모두 구독이 활성화된 중에만 이용가능하며 오프라인 플레이를 위해서 최소한 일주일에 한번 인터넷에 연결해야 한다.
시행 첫 해에는 패밀리 컴퓨터 게임들이 매달마다 추가됐다. 2019년 9월에 슈퍼 패미컴 게임이 제공되면서 더 이상 정기적으로 추가하지 않았다. 2021년 10월, 닌텐도 64와 메가 드라이브 게임을 플레이할 수 있는 부가 서비스 '추가 팩' 구독판매가 시작됐다. 2023년 2월, 게임보이 및 게임보이 컬러 게임이 기본 구독에 추가됐으며 게임보이 어드밴스 게임이 추가 팩 구독에 추가됐다.

## 기본 구독

### 패밀리 컴퓨터
2018년 9월 19일 닌텐도 스위치 온라인 시작 직후 20종의 게임이 존재했다. 2023년 10월 30일 기준 98종의 게임이 배포되고 있다.
| 출시일           | 게임                                             | 배급사           | 북미/유럽/한국 | 일본/홍콩 |
| ---------------- | ------------------------------------------------ | ---------------- | -------------- | --------- |
| 2018년 9월 19일  | 그라디우스                                       | 코나미           | Yes            | Yes       |
| 2018년 9월 19일  | 다운타운 열혈 이야기                             | 아크 시스템 웍스 | Yes            | Yes       |
| 2018년 9월 19일  | 닥터마리오                                       | 닌텐도           | Yes            | Yes       |
| 2018년 9월 19일  | 더블 드래곤                                      | 아크 시스템 웍스 | Yes            | Yes       |
| 2018년 9월 19일  | 동키콩                                           | 닌텐도           | Yes            | Yes       |
| 2018년 9월 19일  | 마계촌                                           | 캡콤             | Yes            | Yes       |
| 2018년 9월 19일  | 마리오브라더스                                   | 닌텐도           | Yes            | Yes       |
| 2018년 9월 19일  | 벌룬 파이트                                      | 닌텐도           | Yes            | Yes       |
| 2018년 9월 19일  | 베이스볼                                         | 닌텐도           | Yes            | Yes       |
| 2018년 9월 19일  | 사커                                             | 닌텐도           | Yes            | Yes       |
| 2018년 9월 19일  | 슈퍼 마리오브라더스                              | 닌텐도           | Yes            | Yes       |
| 2018년 9월 19일  | 슈퍼 마리오브라더스 3                            | 닌텐도           | Yes            | Yes       |
| 2018년 9월 19일  | 아이스 클라이머                                  | 닌텐도           | Yes            | Yes       |
| 2018년 9월 19일  | 익사이트바이크                                   | 닌텐도           | Yes            | Yes       |
| 2018년 9월 19일  | 아이스 하키                                      | 닌텐도           | Yes            | Yes       |
| 2018년 9월 19일  | 요시의 알                                        | 닌텐도           | Yes            | Yes       |
| 2018년 9월 19일  | 젤다의 전설                                      | 닌텐도           | Yes            | Yes       |
| 2018년 9월 19일  | 테니스                                           | 닌텐도           | Yes            | Yes       |
| 2018년 9월 19일  | 테크모 볼                                        | 코에이 테크모    | Yes            | Yes       |
| 2018년 9월 19일  | 프로 레슬링                                      | 닌텐도           | Yes            | Yes       |
| 2018년 10월 10일 | 마리오 오픈 골프                                 | 닌텐도           | Yes            | Yes       |
| 2018년 10월 10일 | 솔로몬의 열쇠                                    | 코에이 테크모    | Yes            | Yes       |
| 2018년 10월 10일 | 열혈고교 피구부                                  | 아크 시스템 웍스 | Yes            | Yes       |
| 2018년 10월 10일 | 젤다의 전설 SP                                   | 닌텐도           | Yes            | Yes       |
| 2018년 11월 14일 | 그라디우스 SP (스테이지 5)                       | 코나미           | Yes            | Yes       |
| 2018년 11월 14일 | 마리오 오픈 골프 SP                              | 닌텐도           | No             | Yes       |
| 2018년 11월 14일 | 마이티 봄 잭                                     | 코에이 테크모    | Yes            | Yes       |
| 2018년 11월 14일 | 메트로이드                                       | 닌텐도           | Yes            | Yes       |
| 2018년 11월 14일 | 트윈비                                           | 코나미           | Yes            | Yes       |
| 2018년 12월 12일 | 닌자 용검전                                      | 코에이 테크모    | Yes            | Yes       |
| 2018년 12월 12일 | 닥터 마리오 SP                                   | 닌텐도           | Yes            | Yes       |
| 2018년 12월 12일 | 로로의 모험                                      | HAL 연구소       | Yes            | No        |
| 2018년 12월 12일 | 로로의 모험 2                                    | HAL 연구소       | No             | Yes       |
| 2018년 12월 12일 | 메트로이드 SP (리들리전)                         | 닌텐도           | Yes            | Yes       |
| 2018년 12월 12일 | 와리오의 숲                                      | 닌텐도           | Yes            | Yes       |
| 2019년 1월 16일  | 닌자 용검전 SP                                   | 코에이 테크모    | Yes            | Yes       |
| 2019년 1월 16일  | 마계촌 SP                                        | 캡콤             | Yes            | Yes       |
| 2019년 1월 16일  | 블래스터 마스터                                  | 선소프트         | Yes            | Yes       |
| 2019년 1월 16일  | 젤다의 전설 2 링크의 모험                        | 닌텐도           | Yes            | Yes       |
| 2019년 1월 16일  | 조이 메카 파이트                                 | 닌텐도           | [ C ]          | Yes       |
| 2019년 2월 13일  | 메트로이드 SP (마더 브레인전)                    | 닌텐도           | Yes            | Yes       |
| 2019년 2월 13일  | 별의 커비 꿈의 샘 이야기                         | 닌텐도           | Yes            | Yes       |
| 2019년 2월 13일  | 블래스터 마스터 SP                               | 선소프트         | Yes            | Yes       |
| 2019년 2월 13일  | 슈퍼 마리오브라더스 2                            | 닌텐도           | Yes            | Yes       |
| 2019년 2월 13일  | 츠파리 대스모                                    | 코에이 테크모    | No             | Yes       |
| 2019년 3월 13일  | 별의 커비 꿈의 샘 이야기 SP                      | 닌텐도           | Yes            | Yes       |
| 2019년 3월 13일  | 스타트로픽스                                     | 닌텐도           | Yes            | No        |
| 2019년 3월 13일  | 이얼 쿵후                                        | 코나미           | No             | Yes       |
| 2019년 3월 13일  | 젤다의 전설 2 링크의 모험 SP                     | 닌텐도           | Yes            | Yes       |
| 2019년 3월 13일  | 키드 이카루스                                    | 닌텐도           | Yes            | Yes       |
| 2019년 3월 13일  | 파이어 엠블렘 암흑룡과 빛의 검                   | 닌텐도           | [ D ]          | Yes       |
| 2019년 4월 10일  | 슈퍼 마리오브라더스 더 로스트 레벨즈             | 닌텐도           | Yes            | Yes       |
| 2019년 4월 10일  | 스타 솔저                                        | 코나미           | Yes            | Yes       |
| 2019년 4월 10일  | 키드 이카루스 SP                                 | 닌텐도           | Yes            | Yes       |
| 2019년 4월 10일  | 펀치 아웃!!                                      | 닌텐도           | Yes            | Yes       |
| 2019년 5월 15일  | Vs. 익사이트바이크                               | 닌텐도           | Yes            | Yes       |
| 2019년 5월 15일  | 동키콩 Jr.                                       | 닌텐도           | Yes            | Yes       |
| 2019년 5월 15일  | 스타 솔저 SP                                     | 코나미           | Yes            | Yes       |
| 2019년 5월 15일  | 클루클루 랜드                                    | 닌텐도           | Yes            | No        |
| 2019년 5월 15일  | 클루클루 랜드: 새 클루클루 랜드에 환영합니다     | 닌텐도           | No             | Yes       |
| 2019년 6월 12일  | 더블 드래곤 II: 더 리벤지                        | 아크 시스템 웍스 | Yes            | Yes       |
| 2019년 6월 12일  | 발리볼                                           | 닌텐도           | Yes            | Yes       |
| 2019년 6월 12일  | 시티 커넥션                                      | 시티 커넥션      | Yes            | Yes       |
| 2019년 6월 12일  | 트윈비 SP                                        | 코나미           | Yes            | Yes       |
| 2019년 7월 17일  | 동키콩 3                                         | 닌텐도           | Yes            | Yes       |
| 2019년 7월 17일  | 레킹 크루                                        | 닌텐도           | Yes            | Yes       |
| 2019년 7월 17일  | 마이티 봄 잭 SP                                  | 코에이 테크모    | Yes            | Yes       |
| 2019년 8월 21일  | 그라디우스 SP (2회차)                            | 코나미           | Yes            | Yes       |
| 2019년 8월 21일  | 다운타운 열혈행진곡: 가자 대운동회               | 아크 시스템 웍스 | [ C ]          | Yes       |
| 2019년 8월 21일  | 바이스: 프로젝트 둠                              | 세가             | Yes            | [ G ]     |
| 2019년 8월 21일  | 슈퍼 차이니즈                                    | 컬처 브레인      | Yes            | Yes       |
| 2019년 12월 12일 | 루트16 터보                                      | 선소프트         | No             | Yes       |
| 2019년 12월 12일 | 저니 투 실리우스                                 | 선소프트         | Yes            | [ H ]     |
| 2019년 12월 12일 | 크리스탈리스                                     | SNK              | Yes            | [ I ]     |
| 2019년 12월 12일 | 패미컴 워즈                                      | 닌텐도           | No             | Yes       |
| 2020년 2월 19일  | 아틀란티스의 수수께끼                            | 선소프트         | No             | Yes       |
| 2020년 2월 19일  | 엘리미네이터 보트 듀얼                           | 피코 인터랙티브  | Yes            | No        |
| 2020년 2월 19일  | 섀도 오브 더 닌자                                | 나츠메 아타리    | Yes            | No        |
| 2020년 4월 20일  | 파이어 엠블렘 암흑룡과 빛의 검 (메데우스전)      | 닌텐도           | No             | Yes       |
| 2020년 4월 20일  | 파이어 엠블렘 암흑룡과 빛의 검 (트라이앵글 어택) | 닌텐도           | No             | Yes       |
| 2020년 5월 20일  | 아르고스의 전사                                  | 코에이 테크모    | Yes            | Yes       |
| 2020년 7월 15일  | 디 이모탈                                        | 피코 인터랙티브  | Yes            | No        |
| 2020년 9월 23일  | S.C.A.T.                                         | 나츠메 아타리    | Yes            | No        |
| 2020년 12월 18일 | 나이트셰이드                                     | 피코 인터랙티브  | Yes            | No        |
| 2020년 12월 18일 | 스매시 핑퐁                                      | 닌텐도           | No             | Yes       |
| 2021년 2월 17일  | 솔로몬의 열쇠 2                                  | 코에이 테크모    | Yes            | Yes       |
| 2021년 5월 26일  | 닌자 자자마루군                                  | 시티 커넥션      | Yes            | Yes       |
| 2021년 7월 28일  | 슈퍼 마리오브라더스 3 SP                         | 닌텐도           | Yes            | Yes       |
| 2022년 2월 9일   | 마더                                             | 닌텐도           | Yes            | Yes       |
| 2022년 3월 30일  | 디그 더그 II                                     | 반다이 남코      | Yes            | Yes       |
| 2022년 3월 30일  | 마피 랜드                                        | 반다이 남코      | Yes            | Yes       |
| 2022년 5월 26일  | 핀볼                                             | 닌텐도           | Yes            | Yes       |
| 2022년 7월 21일  | 다이바 스토리 6: 니르사티아의 제국               | D4 엔터프라이즈  | Yes            | Yes       |
| 2023년 3월 15일  | 제비우스                                         | 반다이 남코      | Yes            | Yes       |
| 2023년 6월 5일   | 바벨의 탑                                        | 반다이 남코      | Yes            | Yes       |
| 2023년 10월 31일 | 데빌 월드                                        | 닌텐도           | Yes            | Yes       |
| 2023년 10월 31일 | 수수께끼의 무라사메 성                           | 닌텐도           | Yes            | Yes       |
| 2023년 10월 31일 | 닌자 자자마루군 SP                               | 시티 커넥션      | Yes            | Yes       |

1. ↑  북미, 유럽 및 한국에서 독점작 8종을 포함한 86종 게임. 홍콩 및 일본에서 독점작 12종을 포함한 90종 게임.
2. 1 2 3 4 5 6 7  일본에서 패미컴 디스크 시스템판 출시.
3. 1 2  본래 일본에만 발매됐으나 2023년 9월 6일 북미, 유럽 및 한국서 발매.
4. ↑  별도로 제작한 영어 현지화판이 단독 소프트웨어로 출시됐다. 2020년 12월 4일부터 2021년 3월 31일까지만 판매됐다.
5. 1 2 3 4  패미컴 디스크 시스템 게임으로 출시.
6. ↑  아케이드 게임 《Vs. 클루클루 랜드》의 패미컴 디스크 시스템 이식판.
7. ↑  본래 북미, 유럽 및 한국에만 발매됐으나 2020년 7월 15일 일본서 발매.
8. ↑  본래 북미, 유럽 및 한국에만 발매됐으나 2020년 5월 20일 일본서 발매.
9. ↑  본래 북미, 유럽 및 한국에만 발매됐으나 2020년 2월 19일 일본서 발매.

### 슈퍼 패미컴
2019년 9월 4일자 닌텐도 다이렉트에서 2019년 9월 5일에 패밀리 컴퓨터와는 별도의 앱으로 슈퍼 패미컴 게임들이 추가된다고 발표했다. 2023년 3월 15일 기준 73종의 게임이 배포되고 있다.
| 출시일           | 게임                                   | 배급사                  | 북미/유럽/한국 | 일본/홍콩 |
| ---------------- | -------------------------------------- | ----------------------- | -------------- | --------- |
| 2019년 9월 5일   | 데몬즈 크레스트                        | 캡콤                    | Yes            | Yes       |
| 2019년 9월 5일   | 러싱 비트 란                           | 시티 커넥션             | Yes            | Yes       |
| 2019년 9월 5일   | 별의 커비 3                            | 닌텐도                  | Yes            | Yes       |
| 2019년 9월 5일   | 브레스 오브 파이어: 용의 전사          | 캡콤                    | Yes            | Yes       |
| 2019년 9월 5일   | 슈퍼 마리오 요시 아일랜드              | 닌텐도                  | Yes            | Yes       |
| 2019년 9월 5일   | 슈퍼 마리오 월드                       | 닌텐도                  | Yes            | Yes       |
| 2019년 9월 5일   | 슈퍼 마리오 카트                       | 닌텐도                  | Yes            | Yes       |
| 2019년 9월 5일   | 슈퍼 메트로이드                        | 닌텐도                  | Yes            | Yes       |
| 2019년 9월 5일   | 슈퍼 뿌요뿌요 2                        | 세가                    | Yes            | Yes       |
| 2019년 9월 5일   | 슈퍼 사커                              | 스파이크 춘소프트       | Yes            | Yes       |
| 2019년 9월 5일   | 슈퍼 테니스                            | 닌텐도/톤킨 하우스      | Yes            | [ b ]     |
| 2019년 9월 5일   | 스매시 테니스                          | 반다이 남코             | [ c ]          | Yes       |
| 2019년 9월 5일   | 스타폭스                               | 닌텐도                  | Yes            | Yes       |
| 2019년 9월 5일   | 스턴트 레이스 FX                       | 닌텐도                  | Yes            | Yes       |
| 2019년 9월 5일   | 어스 디펜스 포스                       | 시티 커넥션             | Yes            | Yes       |
| 2019년 9월 5일   | 에프제로                               | 닌텐도                  | Yes            | Yes       |
| 2019년 9월 5일   | 젤다의 전설 신들의 트라이포스          | 닌텐도                  | Yes            | Yes       |
| 2019년 9월 5일   | 조 & 맥 2                              | G-Mode                  | Yes            | Yes       |
| 2019년 9월 5일   | 초마계촌                               | 캡콤                    | Yes            | Yes       |
| 2019년 9월 5일   | 커비 볼                                | 닌텐도                  | Yes            | Yes       |
| 2019년 9월 5일   | 파일럿윙즈                             | 닌텐도                  | Yes            | Yes       |
| 2019년 12월 12일 | 별의 커비 슈퍼디럭스                   | 닌텐도                  | Yes            | Yes       |
| 2019년 12월 12일 | 브레스 오브 파이어 II: 사명의 아이     | 캡콤                    | Yes            | [ d ]     |
| 2019년 12월 12일 | 슈퍼 펀치 아웃!!                       | 닌텐도                  | Yes            | [ e ]     |
| 2019년 12월 12일 | 스타폭스 2                             | 닌텐도                  | Yes            | Yes       |
| 2020년 2월 19일  | 팝픈 트윈비                            | 코나미                  | Yes            | Yes       |
| 2020년 5월 20일  | 오퍼레이션 로직 봄                     | 시티 커넥션             | Yes            | No        |
| 2020년 5월 20일  | 와일드 건즈                            | 나츠메 아타리           | Yes            | [ f ]     |
| 2020년 5월 20일  | 패널로 퐁                              | 닌텐도                  | [ g ]          | Yes       |
| 2020년 7월 15일  | 동키콩 컨트리                          | 닌텐도                  | Yes            | Yes       |
| 2020년 7월 15일  | 전일본 프로 레슬링 대시: 세계최고 태그 | 나츠메 아타리           | Yes            | No        |
| 2020년 7월 15일  | 진 여신전생                            | 아틀러스                | No             | Yes       |
| 2020년 9월 3일   | 슈퍼 마리오 컬렉션                     | 닌텐도                  | Yes            | Yes       |
| 2020년 9월 23일  | 동키콩 컨트리 2                        | 닌텐도                  | Yes            | Yes       |
| 2020년 9월 23일  | 러싱 비트 슈라                         | 시티 커넥션             | Yes            | No        |
| 2020년 9월 23일  | 마리오의 슈퍼 피크로스                 | 닌텐도                  | Yes            | [ h ]     |
| 2020년 9월 23일  | 파이어 엠블렘 문장의 수수께끼          | 닌텐도                  | No             | Yes       |
| 2020년 12월 18일 | 데드 댄스                              | 시티 커넥션             | Yes            | [ i ]     |
| 2020년 12월 18일 | 동키콩 컨트리 3                        | 닌텐도                  | Yes            | Yes       |
| 2020년 12월 18일 | 바리스 IV                              | 텔레넷 재팬             | Yes            | No        |
| 2020년 12월 18일 | 스고이 헤베레케                        | 선소프트                | No             | Yes       |
| 2020년 12월 18일 | 쿠니오군의 돗지볼이야 전원집합!        | 아크 시스템 웍스        | No             | Yes       |
| 2020년 12월 18일 | 파이어 파이팅                          | 시티 커넥션             | Yes            | Yes       |
| 2021년 2월 17일  | 대결!! 브래스 넘버스                   | 텔레넷 재팬             | Yes            | [ j ]     |
| 2021년 2월 17일  | 사이코 드림                            | 텔레넷 재팬             | Yes            | Yes       |
| 2021년 2월 17일  | 진 여신전생 II                         | 아틀러스                | No             | Yes       |
| 2021년 2월 17일  | 프리히스토릭 맨                        | 인터플레이 엔터테인먼트 | Yes            | No        |
| 2021년 5월 26일  | 매지컬 드롭 II                         | G-Mode                  | Yes            | Yes       |
| 2021년 5월 26일  | 스팽키의 퀘스트                        | 나츠메 아타리           | Yes            | No        |
| 2021년 5월 26일  | 슈퍼 마리오 카트 SP                    | 닌텐도                  | Yes            | Yes       |
| 2021년 5월 26일  | 슈퍼 울트라 베이스볼                   | 컬처 브레인             | Yes            | [ k ]     |
| 2021년 5월 26일  | 조 & 맥                                | G-Mode                  | Yes            | Yes       |
| 2021년 5월 26일  | 파이어 엠블렘 성전의 계보              | 닌텐도                  | No             | Yes       |
| 2021년 7월 28일  | 봄부잘                                 | 쓰로백 엔터테인먼트     | Yes            | Yes       |
| 2021년 7월 28일  | 젤리 보이                              | 인터플레이 엔터테인먼트 | Yes            | No        |
| 2021년 7월 28일  | 진 여신전생 If...                      | 아틀러스                | No             | Yes       |
| 2021년 7월 28일  | 클레이메이츠                           | 인터플레이 엔터테인먼트 | Yes            | No        |
| 2022년 2월 9일   | 마더 2: 기그의 역습                    | 닌텐도                  | Yes            | Yes       |
| 2022년 2월 9일   | 슈퍼 메트로이드 SP                     | 닌텐도                  | Yes            | Yes       |
| 2022년 3월 30일  | 목장이야기                             | 나츠메 아타리/마벨러스  | [ l ]          | Yes       |
| 2022년 3월 30일  | 슈퍼 마리오 월드 SP                    | 닌텐도                  | Yes            | Yes       |
| 2022년 3월 30일  | 슈퍼 펀치 아웃!! SP                    | 닌텐도                  | Yes            | Yes       |
| 2022년 3월 30일  | 어스웜 짐 2                            | 인터플레이 엔터테인먼트 | Yes            | No        |
| 2022년 5월 26일  | 러싱 비트                              | 시티 커넥션             | Yes            | Yes       |
| 2022년 5월 26일  | 우미하라 카와세                        | 스튜디오 최전선         | No             | Yes       |
| 2022년 5월 26일  | 콩고스 케이퍼                          | G-Mode                  | Yes            | No        |
| 2022년 6월 9일   | 별의 커비 3 SP                         | 닌텐도                  | Yes            | Yes       |
| 2022년 6월 9일   | 별의 커비 슈퍼 디럭스 SP               | 닌텐도                  | Yes            | Yes       |
| 2022년 6월 9일   | 커비 볼 SP                             | 닌텐도                  | Yes            | Yes       |
| 2022년 7월 21일  | 커비의 반짝반짝 키즈                   | 닌텐도                  | [ A ]          | Yes       |
| 2022년 7월 21일  | 커비의 에벌랜치                        | 닌텐도                  | Yes            | No        |
| 2022년 7월 21일  | 파이터즈 히스토리                      | G-Mode                  | Yes            | Yes       |
| 2023년 3월 15일  | 사이드 포켓                            | G-Mode                  | Yes            | Yes       |

1. ↑  북미, 유럽 및 한국에서 독점작 11종을 포함한 65종 게임. 홍콩 및 일본에서 독점작 8종을 포함한 62종 게임.
2. ↑  본래 북미, 유럽 및 한국에만 발매됐으나 2020년 9월 23일 일본서 발매.
3. ↑  본래 일본에만 발매됐으나 2020년 2월 19일 타 지역서 발매.
4. ↑  본래 북미, 유럽 및 한국에만 발매됐으나 2020년 2월 19일 일본서 발매.
5. ↑  본래 북미, 유럽 및 한국에만 발매됐으나 2020년 5월 20일 일본서 발매.
6. ↑  본래 북미, 유럽 및 한국에만 발매됐으나 2020년 9월 23일 일본서 발매.
7. ↑  《패널로 퐁》은 본래 서양에서 1996년 《테트리스 어택》라는 제목으로 출시됐으며 원작은 이번 처음으로 타 지역에 그대로 발매됐다.[40]
8. ↑  본래 북미, 유럽 및 한국에만 발매됐으나 2021년 2월 17일 일본서 발매.
9. ↑  본래 북미, 유럽 및 한국에만 발매됐으나 2021년 7월 28일 일본서 발매.
10. ↑  본래 북미, 유럽 및 한국에만 발매됐으나 2021년 5월 26일 일본서 발매.
11. ↑  본래 북미, 유럽 및 한국에만 발매됐으나 2023년 6월 5일 일본서 발매.
12. ↑  본래 일본에만 발매됐으나 2023년 6월 5일 타 지역서 발매.

### 게임보이 / 게임보이 컬러
2023년 2월 8일자 닌텐도 다이렉트에서 당일에 10종의 게임보이와 게임보이 컬러 게임들이 추가된다고 발표했다. 게임보이 에뮬레이터는 화면표시를 초기 게임보이 모델, 게임보이 포켓 혹은 게임보이 컬러로 변경하는 부가설정이 있다. 2023년 6월 5일 기준 18종의 게임이 배포되고 있다.
| 출시일          | 게임                                  | 배급사     | 플랫폼 | 북미/유럽/한국 | 일본/홍콩 |
| --------------- | ------------------------------------- | ---------- | ------ | -------------- | --------- |
| 2023년 2월 8일  | 가고일즈 퀘스트                       | 캡콤       | GB     | Yes            | Yes       |
| 2023년 2월 8일  | 게임 & 워치 갤러리 3                  | 닌텐도     | GBC    | Yes            | Yes       |
| 2023년 2월 8일  | 메트로이드 II: 사무스의 귀환          | 닌텐도     | GB     | Yes            | Yes       |
| 2023년 2월 8일  | 별의 커비                             | 닌텐도     | GB     | Yes            | Yes       |
| 2023년 2월 8일  | 슈퍼 마리오 랜드 2: 6개의 금화        | 닌텐도     | GB     | Yes            | Yes       |
| 2023년 2월 8일  | 야쿠만                                | 닌텐도     | GB     | No             | Yes       |
| 2023년 2월 8일  | 어둠 속에 나홀로: 더 뉴 나이트메어    | THQ 노르딕 | GBC    | Yes            | No        |
| 2023년 2월 8일  | 와리오 랜드 3                         | 닌텐도     | GBC    | Yes            | Yes       |
| 2023년 2월 8일  | 젤다의 전설 꿈꾸는 섬 DX              | 닌텐도     | GBC    | Yes            | Yes       |
| 2023년 2월 8일  | 테트리스                              | 닌텐도     | GB     | Yes            | Yes       |
| 2023년 3월 15일 | 버거타임 디럭스                       | G-Mode     | GB     | Yes            | Yes       |
| 2023년 3월 15일 | 별의 커비 2                           | 닌텐도     | GB     | Yes            | Yes       |
| 2023년 6월 5일  | 데굴데굴 커비                         | 닌텐도     | GBC    | Yes            | Yes       |
| 2023년 6월 5일  | 블래스터 마스터: 에너미 빌로          | 선소프트   | GBC    | Yes            | Yes       |
| 미정            | 개구리를 위하여 종은 울린다           | 닌텐도     | GB     | No             | Yes       |
| 미정            | 젤다의 전설 이상한 나무열매 대지의 장 | 닌텐도     | GBC    | Yes            | Yes       |
| 미정            | 젤다의 전설 이상한 나무열매 시공의 장 | 닌텐도     | GBC    | Yes            | Yes       |
| 미정            | 포켓몬 카드 GB                        | 닌텐도     | GBC    | Yes            | Yes       |
| 2023년 9월 6일  | 퀘스트 포 카멜롯                      | 닌텐도     | GBC    | Yes            | No        |
| 추후 공개       | 개구리를 위하여 종은 울린다           | 닌텐도     | GB     | No             | Yes       |

1. ↑  북미, 유럽 및 한국에서 독점작 2종을 포함한 17종 게임. 홍콩 및 일본에서 독점작 1종을 포함한 16종 게임.

## 추가 팩

### 닌텐도 64
닌텐도 64 게임 추가는 2021년 9월 23일자 닌텐도 다이렉트에서 처음 발표했으며 2021년 10월 25일 9종의 게임이 전세계에 출시됐다. NTSC 발매 게임들은 60Hz로 가동되며 유럽 지역에서 발매된 일부 게임들은 당시 사용한 PAL 50Hz 그대로 가동된다. 2023년 12월 7일 기준 31종의 게임이 배포되고 있다.
| 출시일           | 게임                        | 배급사                 | 북미/유럽/한국 | 일본/홍콩 |
| ---------------- | --------------------------- | ---------------------- | -------------- | --------- |
| 2021년 10월 25일 | 닥터 마리오 64              | 닌텐도                 | Yes            | No        |
| 2021년 10월 25일 | 마리오 카트 64              | 닌텐도                 | Yes            | Yes       |
| 2021년 10월 25일 | 마리오 테니스 64            | 닌텐도                 | Yes            | Yes       |
| 2021년 10월 25일 | 슈퍼 마리오 64              | 닌텐도                 | Yes            | Yes       |
| 2021년 10월 25일 | 스타폭스 64                 | 닌텐도                 | Yes            | Yes       |
| 2021년 10월 25일 | 요시 스토리                 | 닌텐도                 | Yes            | Yes       |
| 2021년 10월 25일 | 윈백                        | 코에이 테크모          | Yes            | Yes       |
| 2021년 10월 25일 | 젤다의 전설 시간의 오카리나 | 닌텐도                 | Yes            | Yes       |
| 2021년 10월 25일 | 죄와 벌: 지구의 계승자      | 닌텐도                 | Yes            | Yes       |
| 2021년 12월 10일 | 페이퍼 마리오               | 닌텐도                 | Yes            | Yes       |
| 2022년 1월 20일  | 반조 카주이                 | 엑스박스 게임 스튜디오 | Yes            | Yes       |
| 2022년 2월 25일  | 젤다의 전설 무쥬라의 가면   | 닌텐도                 | Yes            | Yes       |
| 2022년 3월 11일  | 에프제로 X                  | 닌텐도                 | Yes            | Yes       |
| 2022년 4월 15일  | 마리오 골프 64              | 닌텐도                 | Yes            | Yes       |
| 2022년 3월 20일  | 별의 커비 64                | 닌텐도                 | Yes            | Yes       |
| 2022년 6월 24일  | 포켓몬 스냅                 | 닌텐도                 | Yes            | Yes       |
| 2022년 7월 15일  | 커스텀 로보                 | 닌텐도                 | No             | Yes       |
| 2022년 7월 15일  | 커스텀 로보 V2              | 닌텐도                 | No             | Yes       |
| 2022년 7월 15일  | 포켓몬 퍼즐 리그            | 닌텐도                 | Yes            | No        |
| 2022년 8월 19일  | 웨이브 레이스 64            | 닌텐도                 | Yes            | Yes       |
| 2022년 10월 13일 | 파일럿윙즈 64               | 닌텐도                 | Yes            | Yes       |
| 2022년 11월 2일  | 마리오 파티                 | 닌텐도                 | Yes            | Yes       |
| 2022년 11월 2일  | 마리오 파티 2               | 닌텐도                 | Yes            | Yes       |
| 2023년 1월 27일  | 007 골든아이                | 닌텐도                 | Yes            | [ d ]     |
| 2023년 4월 12일  | 포켓몬 스타디움             | 닌텐도                 | Yes            | Yes       |
| 2023년 8월 8일   | 포켓몬 스타디움 2           | 닌텐도                 | Yes            | Yes       |
| 2023년 8월 30일  | 익사이트바이크 64           | 닌텐도                 | Yes            | Yes       |
| 2023년 10월 27일 | 마리오 파티 3               | 닌텐도                 | Yes            | Yes       |
| 2023년 11월 30일 | 제트 포스 제미니            | 엑스박스 게임 스튜디오 | [ e ]          | Yes       |
| 2023년 12월 8일  | 1080° 스노보딩              | 닌텐도                 | Yes            | Yes       |
| 2023년 12월 8일  | 목장이야기 2                | 나츠메                 | Yes            | Yes       |

1. ↑  북미, 유럽 및 한국에서 독점작 2종을 포함한 29종 게임. 홍콩 및 일본에서 독점작 2종을 포함한 29종 게임.
2. 1 2 3 4 5 6 7 8 9 10 11 12 13 14 15 16 17 18 19  60Hz, 50Hz판 모두 지원.
3. 1 2  Available in the Nintendo 64 18+ application in Japan
4. ↑  본래 북미, 유럽 및 한국에서만 발매됐으나 일본에서 발매예정.
5. ↑  Originally exclusive to Japan, but was eventually released in Western regions on December 7, 2023.
6. ↑  Published by Marvelous in Japan.

### 메가 드라이브
2021년 9월 23일자 닌텐도 다이렉트에서 메가 드라이브 게임 지원이 처음 발표됐으며 2021년 10월 25일 15종의 게임과 함께 서비스 시작됐다. 2023년 6월 27일 기준 45종의 게임이 배포되고 있다.
| 출시일           | 게임                                      | 배급사                  | 북미/유럽/한국 | 일본/홍콩 |
| ---------------- | ----------------------------------------- | ----------------------- | -------------- | --------- |
| 2021년 10월 25일 | 건스타 히어로즈                           | 세가                    | Yes            | Yes       |
| 2021년 10월 25일 | 골든 액스                                 | 세가                    | Yes            | Yes       |
| 2021년 10월 25일 | 닥터 로보트닉의 민 빈 머신                | 세가                    | Yes            | No        |
| 2021년 10월 25일 | 더 슈퍼 시노비 II                         | 세가                    | Yes            | Yes       |
| 2021년 10월 25일 | 리스타 더 슈팅 스타                       | 세가                    | Yes            | Yes       |
| 2021년 10월 25일 | 무사 알레스터                             | 세가                    | Yes            | Yes       |
| 2021년 10월 25일 | 베어 너클 II: 사투로의 진혼가             | 세가                    | Yes            | Yes       |
| 2021년 10월 25일 | 뿌요뿌요                                  | 세가                    | No             | Yes       |
| 2021년 10월 25일 | 샤이닝 포스                               | 세가                    | Yes            | Yes       |
| 2021년 10월 25일 | 스트라이더 히류                           | 캡콤                    | Yes            | Yes       |
| 2021년 10월 25일 | 에코 더 돌핀                              | 세가                    | Yes            | Yes       |
| 2021년 10월 25일 | 소닉 더 헤지혹 2                          | 세가                    | Yes            | Yes       |
| 2021년 10월 25일 | 캐슬바니아: 블러드라인즈                  | 코나미                  | Yes            | Yes       |
| 2021년 10월 25일 | 콘트라: 하드 코어                         | 코나미                  | Yes            | Yes       |
| 2021년 10월 25일 | 판타지 스타 IV                            | 세가                    | Yes            | Yes       |
| 2021년 12월 16일 | 다이너마이트 헤디                         | 세가                    | Yes            | Yes       |
| 2021년 12월 16일 | 선더 포스 II                              | 세가                    | Yes            | Yes       |
| 2021년 12월 16일 | 소드 오브 버밀리언                        | 세가                    | Yes            | Yes       |
| 2021년 12월 16일 | 수왕기                                    | 세가                    | Yes            | Yes       |
| 2021년 12월 16일 | 토잼 & 얼                                 | 세가                    | Yes            | Yes       |
| 2022년 3월 16일  | 라이트 크루세이더                         | 세가                    | Yes            | Yes       |
| 2022년 3월 16일  | 슈퍼 판타지 존                            | 선소프트                | Yes            | Yes       |
| 2022년 3월 16일  | 에일리언 솔저                             | 세가                    | Yes            | Yes       |
| 2022년 4월 21일  | 샤이닝 포스 II                            | 세가                    | Yes            | Yes       |
| 2022년 4월 21일  | 소닉 스핀볼                               | 세가                    | Yes            | Yes       |
| 2022년 4월 21일  | 스페이스 해리어 II                        | 세가                    | Yes            | Yes       |
| 2022년 6월 30일  | 록맨 메가 월드                            | 캡콤                    | Yes            | Yes       |
| 2022년 6월 30일  | 제로 윙                                   | T토아플랜               | Yes            | Yes       |
| 2022년 6월 30일  | 중장기병 레이노스                         | 마사야 게임스           | Yes            | Yes       |
| 2022년 6월 30일  | 코믹스 존                                 | 세가                    | Yes            | Yes       |
| 2022년 9월 15일  | 스토리 오브 도어                          | 세가                    | Yes            | Yes       |
| 2022년 9월 15일  | 아리시아 드라군                           | 게임 아츠               | Yes            | Yes       |
| 2022년 9월 15일  | 어스웜 짐                                 | 인터플레이 엔터테인먼트 | Yes            | Yes       |
| 2022년 12월 15일 | 골든 액스 II                              | 세가                    | Yes            | Yes       |
| 2022년 12월 15일 | 버추어 파이터 2                           | 세가                    | Yes            | Yes       |
| 2022년 12월 15일 | 에일리언 스톰                             | 세가                    | Yes            | Yes       |
| 2022년 12월 15일 | 컬럼즈                                    | 세가                    | Yes            | Yes       |
| 2023년 4월 18일  | 스트리트 파이터 II': 스페셜 챔피언 에디션 | 캡콤                    | Yes            | Yes       |
| 2023년 4월 18일  | 키드 카멜레온                             | 세가                    | Yes            | Yes       |
| 2023년 4월 18일  | 펄스맨                                    | 세가                    | Yes            | Yes       |
| 2023년 4월 18일  | 플리키                                    | 세가                    | Yes            | Yes       |
| 2023년 6월 27일  | 대마계촌                                  | 캡콤                    | Yes            | Yes       |
| 2023년 6월 27일  | 더 슈퍼 시노비                            | 세가                    | Yes            | Yes       |
| 2023년 6월 27일  | 랜드스토커                                | 세가                    | Yes            | Yes       |
| 2023년 6월 27일  | 신창세기 라그나센티                       | 세가                    | Yes            | Yes       |

1. ↑  북미, 유럽 및 한국에서 독점작 1종을 포함한 44종 게임. 홍콩 및 일본에서 독점작 1종을 포함한 44종 게임.

### 게임보이 어드밴스
2023년 2월 8일자 닌텐도 다이렉트에서 게임보이 어드밴스 게임을 추가한다고 발표했고 같은 날 6종의 게임과 함께 전세계로 서비스가 시작됐다. 2023년 6월 23일 기준 12종의 게임이 배포되고 있다.
| 출시일          | 게임                                     | 배급사 | 북미/유럽/한국 | 일본/홍콩 |
| --------------- | ---------------------------------------- | ------ | -------------- | --------- |
| 2023년 2월 8일  | 마리오 카트 어드밴스                     | 닌텐도 | Yes            | Yes       |
| 2023년 2월 8일  | 마리오&루이지 RPG                        | 닌텐도 | Yes            | Yes       |
| 2023년 2월 8일  | 메이드 인 와리오                         | 닌텐도 | Yes            | Yes       |
| 2023년 2월 8일  | 슈퍼 마리오 어드밴스 4                   | 닌텐도 | Yes            | Yes       |
| 2023년 2월 8일  | 젤다의 전설 이상한 모자                  | 닌텐도 | Yes            | Yes       |
| 2023년 2월 8일  | 쿠루 쿠루 쿠루린                         | 닌텐도 | Yes            | Yes       |
| 2023년 3월 9일  | 메트로이드 퓨전                          | 닌텐도 | Yes            | Yes       |
| 2023년 5월 25일 | 슈퍼 마리오 어드밴스                     | 닌텐도 | Yes            | Yes       |
| 2023년 5월 25일 | 슈퍼 마리오 월드: 슈퍼 마리오 어드밴스 2 | 닌텐도 | Yes            | Yes       |
| 2023년 5월 25일 | 요시 아일랜드: 슈퍼 마리오 어드밴스 3    | 닌텐도 | Yes            | Yes       |
| 2023년 6월 23일 | 파이어 엠블렘 봉인의 검                  | 닌텐도 | No             | Yes       |
| 2023년 6월 23일 | 파이어 엠블렘 열화의 검                  | 닌텐도 | Yes            | Yes       |
| 발매예정        | 별의 커비 거울의 대미궁                  | 닌텐도 | Yes            | Yes       |
| 발매예정        | 에프제로: 맥시멈 벨로시티                | 닌텐도 | Yes            | Yes       |
| 발매예정        | 황금의 태양: 열린 봉인                   | 닌텐도 | Yes            | Yes       |

1. ↑  북미, 유럽 및 한국에서 독점작 없이 11종 게임. 홍콩 및 일본에서 독점작 1종을 포함한 12종 게임.

### 게임큐브
게임큐브용 게임 지원은 닌텐도 스위치 2 전용 닌텐도 다이렉트에서 처음 발표됐으며 2026년 6월 5일 닌텐도 스위치 2 출시와 함께 3개의 게임이 동시등록됐다. 2025년 8월 21일 기준 5종의 게임이 배포되고 있다.
| 출시일          | 게임                             | 배급사                   | 북미/유럽/한국 | 일본 |
| --------------- | -------------------------------- | ------------------------ | -------------- | ---- |
| 2025년 6월 5일  | 에프제로 GX                      | 닌텐도                   | Yes            | Yes  |
| 2025년 6월 5일  | 젤다의 전설 바람의 지휘봉        | 닌텐도                   | Yes            | Yes  |
| 2025년 6월 5일  | 소울칼리버 II                    | 반다이 남코 엔터테인먼트 | Yes            | Yes  |
| 2025년 7월 3일  | 슈퍼 마리오 스트라이커스         | 닌텐도                   | Yes            | Yes  |
| 2025년 8월 21일 | 치비로보!                        | 닌텐도                   | Yes            | Yes  |
| TBA             | 파이어 엠블렘: 창염의 궤적       | 닌텐도                   | Yes            | Yes  |
| TBA             | 루이지 맨션                      | 닌텐도                   | Yes            | Yes  |
| TBA             | 포켓몬 콜로세움                  | 닌텐도                   | Yes            | Yes  |
| TBA             | 포켓몬 XD 어둠의 선풍 다크루기아 | 닌텐도                   | Yes            | Yes  |
| TBA             | 슈퍼 마리오 선샤인               | 닌텐도                   | Yes            | Yes  |

1. 1 2  Published by The Pokémon Company in Japan

## 같이 보기
- 아케이드 아카이브스
- 버추얼 콘솔
- 세가 에이지스
- 비디오 게임 콘솔 에뮬레이터